# Советские добровольцы в Китае

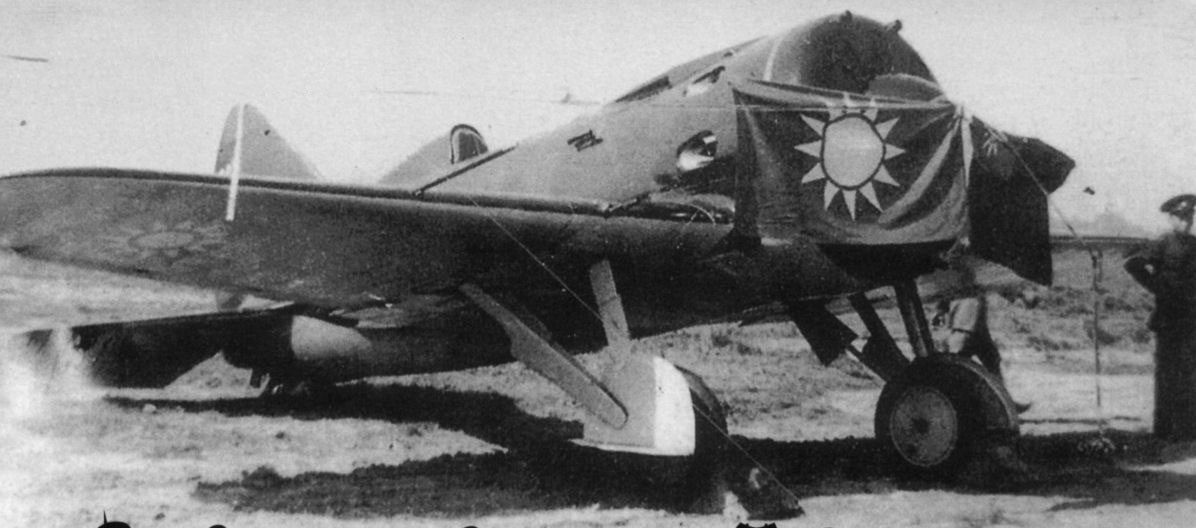
Истребитель И-16 с опознавательными знаками ВВС Китайской республики

Советские добровольцы в Китае (кит. 苏联航空志愿队) участвовали в Японо-китайской войне на стороне Китайской Республики в 1937—1940 годах.

## Предыстория
Ещё в 1919 году Совнарком РСФСР заявил об отказе Советского государства от всех неравноправных договоров, навязанных царским правительством Китаю, и от всех привилегий, которыми пользовалась в Китае царская Россия наряду с другими империалистическими государствами. Этот шаг был по достоинству оценён китайской либерально-демократической общественностью.
В 1920-х годах при китайском революционном правительстве в Гуанчжоу действовала большая группа советских военных советников, при активном участии которых в итоге в 1926—1928 годах партия Гоминьдан осуществила Северный поход и объединила Китай. Параллельно с этим Советский Союз также оказывал помощь некоторым милитаристам (Чжан Цзолинь, У Пэйфу), выступавшим на стороне Бэйянского правительства, деятельность которых была выгодна СССР. Оказывалась поддержка и партизанским группам, воевавшим против милитаристов, чья деятельность СССР была невыгодна. Некоторые из советских военных советников, бывших в это время в Китае, принимали и личное участие в боях (к примеру, советник Теруни при штурме Учана гоминьдановскими войсками шёл во главе колонны и в самые критические моменты брал руководство боем на себя; во время Северного похода командир группы лётчик В.Е. Сергеев под Учаном за 6 дней налетал 37 часов, ведя разведку и бомбометание, и т. п.), но это были лишь отдельные эпизоды.
В 1933 году власть в отдалённой северо-западной провинции Синьцзян захватил Шэн Шицай. Формально признав Центральное правительство, фактически он пользовался в своей провинции неограниченной властью. В связи с тем, что провинция находилась на границе с СССР, Шэн Шицай начал выстраивать дружеские отношения с Советским Союзом, и попросил прислать к нему группу советских инструкторов-лётчиков. В декабре 1933 года советские пилоты на самолётах Р-5 перелетели в город Шихо, где им пришлось принять участие в боевых действиях: под командованием бывшего полковника царской армии Иванова, теперь служившего Шэн Шицаю, они совершили авианалёт на мятежников-мусульман, осадивших столицу Синьцзяна город Урумчи. После подавления мятежа советские лётчики-инструкторы занялись своими непосредственными обязанностями — подготовкой китайских лётчиков.
В 1937 году положение в Китае кардинально изменилось. В июле 1937 года произошёл инцидент на Лугоуцяо, с которого началась прямая японо-китайская война. Правительства США и Великобритании оказались в очень сложном положении: с одной стороны, их не устраивало поглощение Китая Японией, а с другой, они не желали военного конфликта с Японской империей. Единственным государством, согласившимся помочь Китаю, стал СССР.
29 июля советскому полпреду в Китае Богомолову Москва дала указание сообщить китайскому правительству, что СССР готов предоставить кредит Китаю на закупку самолётов и танков. 21 августа 1937 года был подписан Советско-китайский договор о ненападении.

## Советские лётчики-добровольцы
14 сентября 1937 года китайская делегация на приёме в Москве обратилась к Сталину с просьбой о посылке в Китай советских лётчиков. Просьба была удовлетворена. Непосредственным отбором и формированием группы советских лётчиков-добровольцев руководили начальник ВВС РККА А. Д. Локтионов и его заместитель комбриг Я. В. Смушкевич.
К 21 октября 1937 года для отправки в Китай были подготовлены 447 человек, включая наземный технический персонал, специалистов по аэродромному обслуживанию, инженеров и рабочих по сборке самолётов. По «воздушному мосту» из Алма-Аты в Ланьчжоу в октябре были переправлены две эскадрильи — бомбардировщиков СБ и истребителей И-16. В ноябре 1937 года в Китай была направлена вторая группа бомбардировщиков СБ под командованием капитана Ф. П. Полынина, с этой группой прибыло около 150 добровольцев. В конце 1937 — начале 1938 года тремя группами в Китай была направлена эскадрилья истребителей И-15 под командованием А. С. Благовещенского, а к июлю 1938 года — эскадрилья бомбардировщиков СБ в составе 66 человек во главе с полковником Г. И. Тхором. В итоге к середине февраля 1939 года в Китай на разные сроки прибыли 712 добровольцев — лётчиков и авиатехников.

## В небе Китая
Уже 21 ноября 1937 года советские добровольцы открыли боевой счёт: 7 истребителей И-16 в бою с 20 японскими самолётами над Нанкином без потерь сбили два истребителя и один бомбардировщик.
2 декабря 1937 года 9 бомбардировщиков СБ, управляемых советскими лётчиками под командованием М. Г. Мачина, вылетев из Нанкина, совершили налёт на японские авиабазы под Шанхаем. По оценкам наших лётчиков, в общей сложности ими было уничтожено на земле до 30-35 японских самолётов.
Вскоре эта же группа нанесла удар по японским кораблям на реке Янцзы. Советские источники часто пишут, что при этом был потоплен крейсер (в мемуарах говорят даже об авианосце), однако японские источники отрицают любые безвозвратные потери японских боевых кораблей в течение всей японо-китайской войны; скорее всего, советскими лётчиками было потоплено транспортное судно.
23 февраля 1938 года 28 самолётов СБ под командованием капитана Ф. П. Полынина совершили сенсационный авианалёт на японскую авиабазу на острове Тайвань, сбросив 280 бомб. Бомбёжка вызвала шок у японцев, чувствовавших себя на острове в полной безопасности. По китайским данным на аэродроме было уничтожено 40 японских самолётов; все СБ вернулись неповреждёнными. Тогда же в феврале советские лётчики бомбили железную дорогу Тяньцзинь-Пукоу и переправы через Хуанхэ.
В конце марта 1938 года советские бомбардировщики под командованием Ф. П. Полынина, совершив вылет на 1000 километров, разбомбили железнодорожный мост через Хуанхэ, попутно нанеся удар по соседнему понтонному мосту; на обратном пути лётчикам пришлось садиться для дозаправки в Сучжоу.
Самый крупный воздушный бой за всё время японо-китайской войны произошёл над трёхградьем Ухань 29 апреля 1938 года. В день рождения императора японцы решили отомстить за бомбардировку Тайваня и устроить авианалёт, задействовав 18 G3M2, которых прикрывали 27 Mitsubishi A5M. На их перехват вылетели 19 И-15 и 45 И-16. В 30-минутном бою были сбиты 11 японских истребителей и 10 бомбардировщиков, при этом было потеряно 12 самолётов, пилотируемых китайскими и советскими лётчиками. После этого японцы в течение месяца больше не совершали налётов на Ухань.
С 1939 года в Китай начали поставляться дальние бомбардировщики ДБ-3. 3 октября 1939 года 9 ДБ-3 с высоты 8700 м разбомбили японский аэродром в районе Ханькоу. По японским источникам на аэродроме было потеряно 50 машин, погибло 7 старших офицеров, 12 старших офицеров было ранено (среди них — адмирал Цукахара).
Активно действовали в Китае и бомбардировщики ТБ-3. Самой известной их акцией стал дневной пролёт группы ТБ-3, ведомой смешанным советско-китайским экипажем, над Японскими островами. По политическим мотивам самолёты сбрасывали не бомбы, а листовки.
В связи с обострением отношений между КПК и Гоминьданом, и опасениями, что советское оружие будет использовано не против японцев, а против соперников в гражданской войне, в 1940 году советское правительство стало свёртывать военную помощь Китаю; советские лётчики-добровольцы с 1940 года прекратили непосредственное участие в боевых действиях.

## Потери и память

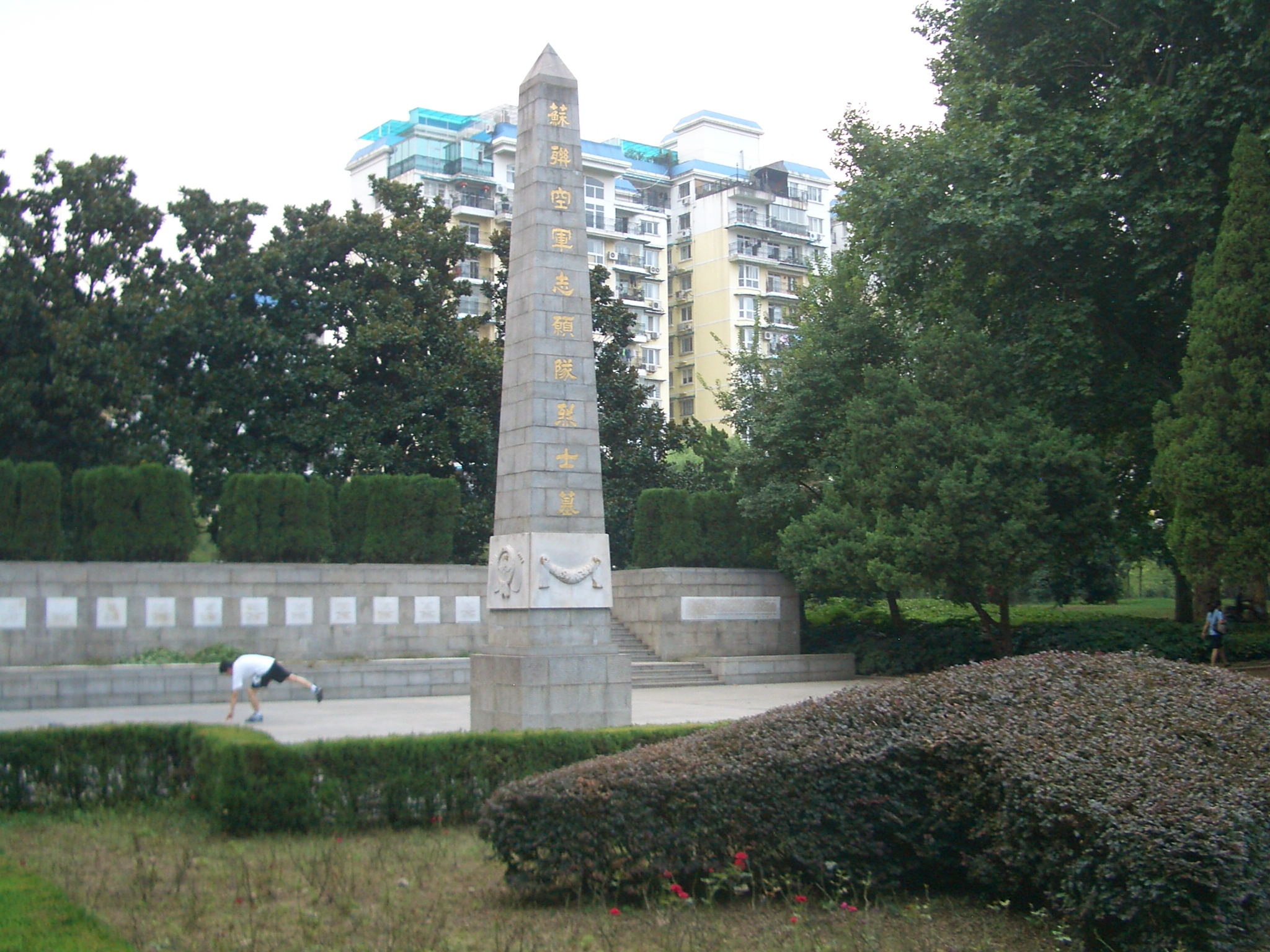
Ухань. Монумент у захоронения советских лётчиков-добровольцев, погибших в 1938 году

Более половины советских лётчиков-добровольцев погибли в ходе аварий самолётов на трассе Алма-Ата — Ланьчжоу. В итоге НКВД заподозрило диверсии японцев, и советское руководство категорически запретило нашим добровольцам летать по этой трассе без особого разрешения.
В память о советских лётчиках-добровольцах в различных городах Китая установлены монументы.